# 문곡역
문곡역(Mungok station, 文曲驛)은 강원특별자치도 태백시 황지동에 위치한 태백선의 철도역이다.
한때 일부 무궁화호가 정차하던 역이고, 역무원이 근무하고 있으나 매우 저조한 이용률로 2009년 7월 1일부터 여객취급이 중단되었으며 무배치간이역으로 격하되어 역무원도 철수하였다.

## 역명 유래
낙동강의 물이 크게 굽이친다는 뜻의 '글금'을 '文曲'(글월 문, 굽을 곡)으로 표기한 데서 유래하였다.

## 역사
- 1962년 9월 4일 : 역사 신축 착공
- 1962년 12월 18일 : 역사 준공
- 1962년 12월 20일 : 보통역으로 영업 개시[1]
- 1994년 1월 1일 : 소화물 취급 중지[2]
- 1994년 12월 1일 : 화물취급 중지
- 2007년 6월 18일 : 철도승차권 단말기 철거
- 2009년 6월 8일 : 무배치간이역으로 격하
- 2009년 7월 1일 : 일반열차 통과
- 2013년 11월 14일 : 제천 기점 98.4km로 변경[3]

## 사건사고
태백역과 문곡역 사이에서 영동선 여객 열차끼리 충돌했다.